# Torrita Tiberina
Torrita Tiberina es una localidad italiana de la provincia de Roma, región de Lazio, con 1.059 habitantes.

## Evolución demográfica
| Gráfica de evolución demográfica de Torrita Tiberina entre 1861 y 2001 |
|                                                                        |
| Fuente ISTAT - elaboración gráfica de Wikipedia                        |